# Буци (Сондрио)
Буци је насеље у Италији у округу Сондрио, региону Ломбардија.
Према процени из 2011. у насељу је живело 81 становника. Насеље се налази на надморској висини од 265 м.